# روزه نخست زاده
روزه نخست زاده (به عبری: תענית בכורות) یا روزه نخست‌زاده ذکور٬ یک روزه در دین یهود است که برای تقدیس بزرگترین فرزند پسر برپا می‌شود و یادمان نجات یافتن نخست‌زادگان بنی‌اسرائیل در طاعون سرزمین مصر است. این آئین یک روز بطول می‌انجامد و معمولاً با روز پیش‌از پِسَح مصادف می‌گردد.
این روزه نخستین‌بار در تلمود آمده است.